# Montgaroult
Montgaroult är en kommun i departementet Orne i regionen Normandie i nordvästra Frankrike. Kommunen ligger i kantonen Écouché som tillhör arrondissementet Argentan. År 2018 hade Montgaroult 373 invånare.

## Befolkningsutveckling
Antalet invånare i kommunen Montgaroult
| Referens: INSEE |